# Centimorgan
Das Centimorgan (abgekürzt cM, benannt nach Thomas Hunt Morgan) ist eine Hilfsmaßeinheit der Genetik, die die Frequenz bzw. Wahrscheinlichkeit einer Rekombination in Prozent angibt. Auf diese Weise kann die genetische Distanz quantifiziert werden, also der genetische Abstand zweier Loci auf einem Chromosom.
Gene, die auf dem gleichen Chromosom liegen, können durch Crossing over "entkoppelt" werden. Die erwartete Anzahl dieser Cross-over-Ereignisse kann aus der (beobachteten) Rekombinationshäufigkeit abgeschätzt werden.
Zwei Loci sind 1 cM entfernt, wenn die Rekombinations-(d. h. Crossing over-)Wahrscheinlichkeit zwischen diesen Loci 1 % pro Meiose beträgt, also im Durchschnitt ein Cross over in 100 Meiosen auftritt:
{\displaystyle \mathrm {Rekombination\,[cM]} =100\cdot {\frac {\mathrm {Zahl\;der\;rekombinierten\;Gameten} }{\mathrm {Gameten\;insgesamt} }}}
(für die Entstehung einer Zygote benötigt man zwei Gameten, in deren Entstehung jeweils Rekombination stattgefunden haben kann).